# Das Narrenschiff (Hieronymus Bosch)

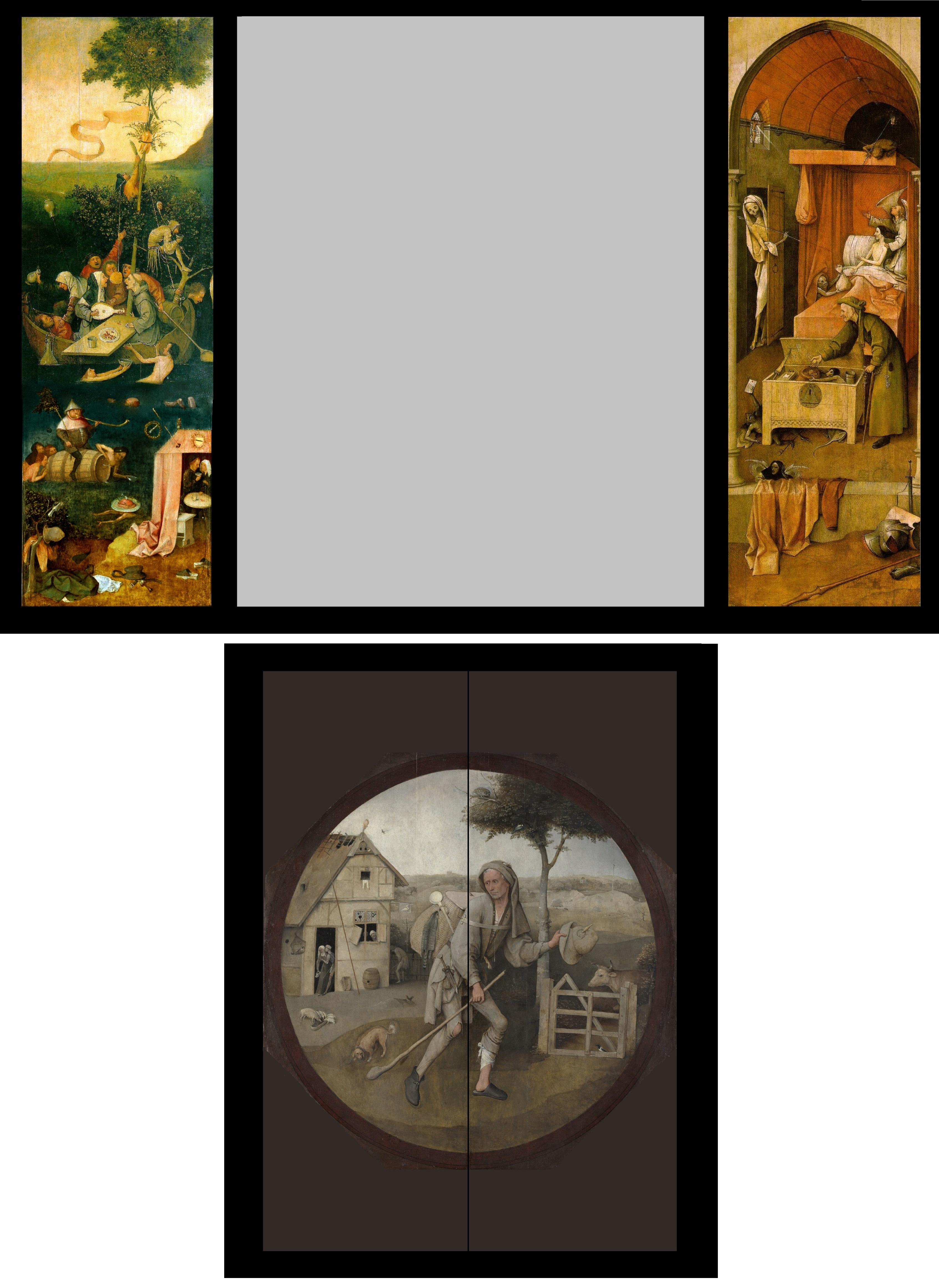
Rekonstruktion des Triptychons: Links: Das Narrenschiff und Allegorie auf die Völlerei und die Wollust – Rechts: Tod eines Geizhalses – Unten: Der Hausierer

Das Narrenschiff ist ein Gemälde des niederländischen Malers Hieronymus Bosch. Es entstand zwischen 1490 und 1510 und befindet sich heute im Louvre in Paris.

## Geschichte
Das 58 × 33 cm große Gemälde, Öl auf Holz, war ursprünglich Teil eines Triptychons, dessen Mitteltafel fehlt und zu dem auch die Allegorie auf die Völlerei und die Wollust sowie Tod eines Geizhalses und Der Hausierer gehörten. Dieser wurde zersägt. Das Bild ist im Lauf der Zeiten mehrfach restauriert worden. Verschiedene Übermalungen wurden angebracht.
Erstmals nachgewiesen ist Das Narrenschiff 1914 als Hauptwerk der Sammlung des französischen Kunstsammlers Camille Benoît. Dieser schenkte es 1918 dem Louvre, wo es seitdem hängt (Inventarnummer R.F. 2218).

## Beschreibung
Ein Boot, überladen mit Insassen, die sich an fetten Speisen und Wein laben, bildet den Mittelpunkt des Bildes. Es dümpelt dahin und hat sich vom Festland schon weit entfernt. Sein Mast trägt keine Segel, es ist ein Laubbaum, aus dessen Krone ein dämonisches Gesicht lugt. Statt eines Steuerruders hält einer der Bootsinsassen einen Kochlöffel ins Wasser.
Ein Narr sitzt rechts über dem Geschehen und wendet dem Treiben seinen Rücken zu. Er scheint unbeeindruckt, vielleicht angewidert, er als Narr ist weniger närrisch als das Volk, das sich im Boot lasterhaft und gotteslästernd die Zeit vertreibt. Zwei Personen machen sich einen Spaß daraus, mit dem Mund nach einem aufgehängten Pfannkuchen zu schnappen, ohne die Hände zu benutzen. Die Ähnlichkeit des Pfannkuchens mit einer übergroßen Hostie gemahnt an einen blasphemischen Hintergrund. Ein paar Nackte halten sich im Wasser auf, in das sich einer vom Boot aus übergibt.

## Bezüge
Es wird ein Bezug des Bildes zu der zu seiner Zeit enorm populären Schrift „Das Narrenschiff“ des Sebastian Brant vermutet, die Hieronymus Bosch wahrscheinlich gekannt hat. In dieser wird eine wechselseitige Bedingtheit von Narrheit (Torheit) und Untugend aufgezeigt und kritisch-satirisch dargestellt.